# Castello di Frascarolo
Il castello di Frascarolo, noto anche come Villa Medici di Marignano, è un castello della Lombardia in provincia di Varese compreso nel territorio del comune di Induno Olona, ai piedi del monte Monarco, tra le valli di Ganna e Ceresio. Non visitabile se non con specifico permesso, dista circa 1 km dal centro di Induno Olona ed è facilmente raggiungibile per mezzo di una strada a tornanti.
Le decorazioni abbelliscono tutte le sale del castello, che all'interno ospita, tra l'altro, un giardino all'italiana, con terrazze e fontane; dal castello si gode un bel panorama sulla pianura lombarda.

## Storia

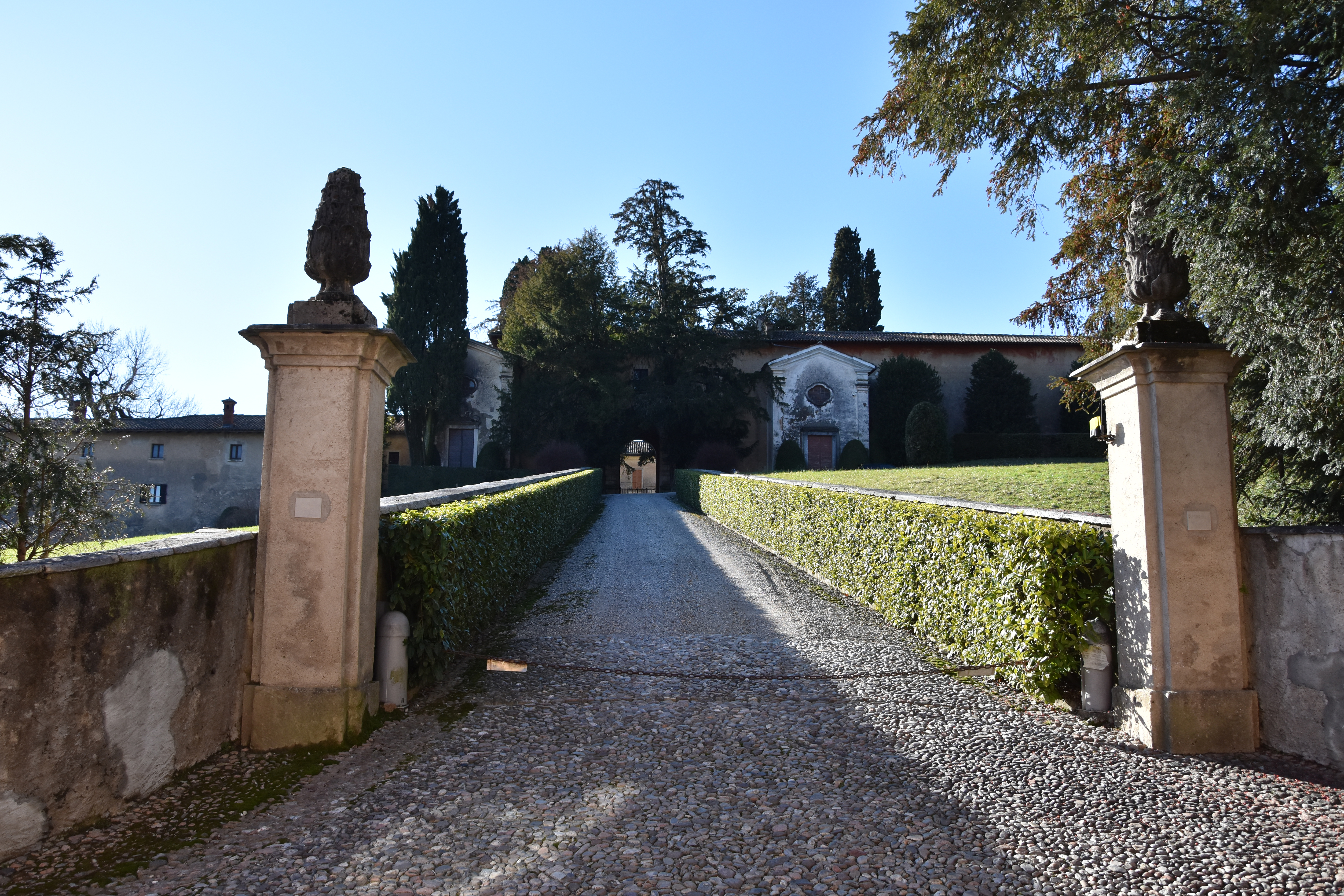
La via d'accesso al castello

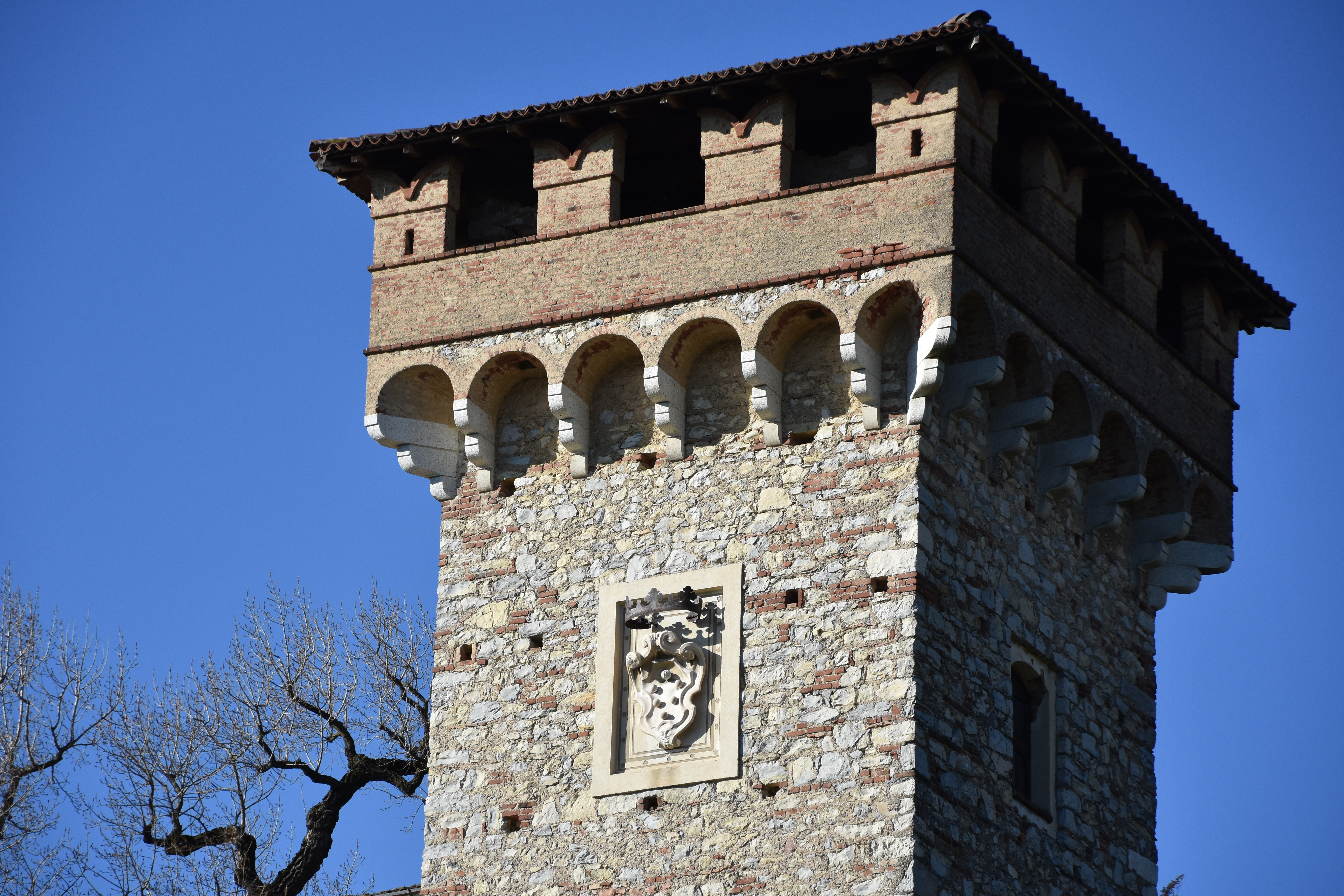
Lo stemma della famiglia Medici di Marignano sulla torre occidentale

Probabilmente il castello sorse nell'Alto Medioevo forse a opera dei Longobardi come fortezza per controllare l'accesso alla Valganna e alla Valceresio; ma si hanno notizie documentate solo a partire dal 1160, quando l'arcivescovo di Milano Oberto da Pirovano usò il castello come fortezza per difendere Varese dai Comaschi che avevano parteggiato con il Barbarossa. A questo periodo risalirebbe l'attuale torre occidentale, a pianta quadrata. Dal XII secolo fu di proprietà della badia di san Gemolo (in Valganna) fino al XVI secolo; nel 1543 fu acquistato da Gian Battista Medici marchese di Marignano. Due anni più tardi vi si tennero le nozze tra Gian Giacomo Medici e la consorte Maria Orsini.
Salvo brevi periodi, dal quinto decennio del Cinquecento fino a oggi il castello è sempre stato, e lo è ancora oggi, di proprietà della famiglia Medici di Marignano, e non è visitabile.
Dal XVI secolo in avanti il castello ha perso gran parte della sua fisionomia difensiva, di cui rimane solo la torre a ovest, poiché i Medici lo trasformarono in una residenza tipicamente Cinquecentesca. Gli interventi architettonici più rilevanti furono commissionati dapprima da Giovanni Battista Medici e poi, qualche anno dopo, da Gian Angelo Medici. I rifacimenti si ispirarono allo stile di Giulio Romano.
Ulteriori lavori interessarono, nel corso del XVII secolo, la cappella gentilizia situata nei pressi dell'accesso principale del castello.
Nel castello vissero Margherita Medici di Marignano, sorella di papa Pio IV (il quale pure soggiornò nel castello) e madre di san Carlo Borromeo, che forse crebbe proprio qui, e il sacerdote Bartolomeo Sessa, benefattore varesino, figlio di Ippolita Medici di Marignano. Nel 1837 fu ospite al castello il compositore Gaetano Donizetti e, poco dopo, lo scrittore Gian Battista Bazzoni.
Agli inizi del Novecento, un intervento di ristrutturazione curato da Luca Beltrami comportò una modifica della parte superiore delle due torrette alle estremità nord ed est dell'edificio, a loro volta costruite nel corso degli interventi Cinquecenteschi che portarono alla realizzazione del monumenrale ingresso nord-occidentale.

## Descrizione
Il cosiddetto castello costituisce in realtà una dimora nobiliare, introdotta da una serie di rustici. Varcato l'ingresso, un primo cortile porta, da un lato, a una terrazza che ospita un giardino formale, mentre dall'altro lato conduce a due cortili porticati: uno a ovest (dominato dalla torre medievale) e l'altro a est. La terrazza è dominata da un corpo con impianto a "L", le cui pareti meridionali sono esternamente decorate da affreschi che richiamano analoghe pitture esterne della bisuschiese Villa Cicogna Mozzoni e del Palazzo Vertemate-Franchi di Piuro. Una serie di affreschi orna anche il cortile orientale. Il porticato del cortile occidentale si caratterizza, sul proprio lato nord-orientale, per la presenza di una loggia a due piani: i portici al pianterreno presentano archi a tutto sesto, mentre il piano superiore presenta una semplice architrave sorretta da colonne. Sul lato opposto, il cortile occidentale è chiuso da un cancello che si apre verso i campi.
Tra gli spazi interni della dimora, al pianterreno spicca la sala d'armi, mentre al piano superiore trova posto il salone d'onore. L'interno ospita inoltre affreschi realizzati dalla scuola di Bernardino Campi.